# Naughty Boy
Shahid Khan (Watford, Inglaterra, Reino Unido em 1 de janeiro de 1985), também conhecido pelo seu nome artístico Naughty Boy, é um produtor, compositor, músico e DJ britânico. Seu hit "La La La" alcançou a marca de 943 milhões de visualizações no Youtube, além da posição 19 na Billboard Hot 100.
Em 2013, Naughty Boy lançou o álbum de estreia dele Hotel Cabana. O conjunto de participações colaborador proeminente Emeli Sandé, bem como Ed Sheeran, Gabrielle e outros. Ele foi precedido pelo lançamento do top-dez único "Wonder" (participando Sandé), o hit número um "La La La", participando Sam Smith e "Lifted", outra colaboração com Sandé. Seu álbum de estreia chegou ao número dois no Reino Unido.
Em 19 de outubro de 2013, "La La La" de Naughty Boy foi premiado como 'Melhor Canção' e 'Melhor Vídeo' no aniversário de dezoito anos da MOBO Awards.
Em 17 de setembro de 2015, o single  "Runnin' (Lose It All)" foi lançado, com a colaboração da cantora Beyoncé e do cantor estadunidense Arrow Benjamin.

## Discografia

### Albuns de estúdio
| Hotel Cabana                                                                                | - Lançamento: 23 August 2013 - Formato: CD, digital download - Gravadora: Naughty Boy, Virgin EMI | 2 | —[A] | 30 | 25 | 78 | 46 | 8 |  |
| "—" denota um título que não registrou nos gráficos, ou não foi lançado naquele território. |                                                                                                   |   |      |    |    |    |    |   |  |

### Singles

#### Como artista principal
| "Phat Beach (I'll Be Ready)"                                                                      | 2006 | 36 | — | — | — | —  | — | —  | —  | — | —  | —  | | Single de não-álbum |
| "Never Be Your Woman"[B] (Naughty Boy apresenta Wiley participando Emeli Sandé)                   | 2010 | 8  | — | — | — | —  | — | —  | —  | — | —  | —  | | Hotel Cabana        |
| "Wonder" (participando Emeli Sandé)                                                               | 2012 | 10 | — | — | — | —  | — | 8  | —  | — | —  | —  | | Hotel Cabana        |
| "La La La" (participando Sam Smith)                                                               | 2013 | 1  | 5 | 2 | 6 | 2  | 1 | 3  | 4  | 4 | 2  | 19 | - BPI: Platinum - ARIA: 2× Platinum - BVMI: Platinum - FIMI: Platinum - IFPI DEN: 2× Platinum - RMNZ: Platinum | Hotel Cabana        |
| "Lifted" (participando Emeli Sandé)                                                               | 2013 | 8  | — | — | — | 55 | — | 21 | 63 | — | 61 | —  | | Hotel Cabana        |
| "Think About It" (participando Wiz Khalifa e Ella Eyre)                                           | 2013 | 78 | — | — | — | —  | — | —  | —  | — | —  | —  | | Hotel Cabana        |
| "Home" (participando Romans)                                                                      | 2014 | —  | — | — | — | —  | — | —  | —  | — | —  | —  | | —                   |
| "—" denota um título que não obteve registro nos gráficos, ou não foi lançado naquele território. |      |    |   |   |   |    |   |    |    |   |    |    | |                     |

#### Como artista participante
| "Daddy" (Emeli Sandé participando Naughty Boy)                                                    | 2011 | 21 | —[C] | —[D] | 5 | 20 | Our Version of Events |
| "—" denota um título que não obteve registro nos gráficos, ou não foi lançado naquele território. |      |    |      |      |   |    |                       |